# Innocenzo Ragusa
Innocenzo Ragusa (Crotone, 7 gennaio 1909 – Mediterraneo Centrale, 21 maggio 1943) è stato un ufficiale italiano, sommergibilista della Regia Marina deceduto durante la seconda guerra mondiale, ricordato per il suo comando dei regi sommergibili Luciano Manara, Platino e Gorgo.

## Biografia
Nacque a Crotone il 7 gennaio 1909, figlio di Giuseppe e Adele Lopez. Arruolatosi nella Regia Marina frequentò la Regia Accademia Navale di Livorno da cui uscì con il grado di guardiamarina il 1º luglio 1931.
Nel 1931-32 imbarcò sulla corazzata Caio Duilio e nel 1932-33, promosso sottotenente di vascello il 15 ottobre 1932, imbarcò sul cacciatorpediniere Baleno. Assegnato alla specialità sommergibilisti, dal 16 luglio 1934 imbarcò sul Luigi Settembrini quale ufficiale di rotta e con il grado di tenente di vascello (anzianità 15 ottobre 1936) con l'entrata in guerra del Regno d'Italia, avvenuta il 10 giugno 1940, fu prima comandante in 2^ del sommergibile Luciano Manara (sin dal 18 novembre 1939, col comandante capitano di corvetta Salvatore Todaro), assumendone poi il comando titolare il 14 ottobre 1940 e del comando del sommergibile Platino (dal 1º novembre 1941 al 28 giugno 1942).
Promosso capitano di corvetta assunse il comando del sommergibile Gorgo sin dalla sua entrata in servizio l'11 novembre 1942, curandone l'addestramento dell'equipaggio. Partecipò a due missioni di guerra tra il febbraio e l'aprile 1943. Il 14 maggio dello stesso anno, alle 22,00, partì con la sua unità da Cagliari per portarsi molto a ovest dell'isola di Sant'Antioco con il Gorgo.
Il giorno 21 il battello fu allertato da Maricosom per intercettare il convoglio statunitense «GUS-7A» ma fu avvistato da un aereo da ricognizione britannico mentre navigava in emersione e dovette immergersi. Alle 17.18 il cacciatorpediniere americano Nields (allertato dall'aereo), dopo aver individuato il sommergibile con l'ASDIC, gettò nove bombe di profondità che però furono evitate dal Gorgo con un incremento della velocità; la seconda scarica di nove cariche – alle 17.23 – fu evitata scendendo a 110 metri di profondità e anche la terza (sempre di nove bombe, alle 17.31) andò a vuoto.
Alle 17.41 il Nields gettò la quarta fatale scarica di cariche di profondità e poco dopo furono avvistate chiazze di carburante; la successiva ricerca con l'idrofono non trovò più traccia del Gorgo che fu quindi ritenuto affondato al largo delle coste algerine, più precisamente vicino ad Orano, in posizione 36°01'00.0"N-0°34'00.0"W.